# Hugo de Vries
Hugo Marie de Vries (ur. 16 lutego 1848 w Haarlemie, zm. 21 maja 1935 w Lunteren pod Amsterdamem) – holenderski botanik i genetyk, który rozpoczął badania nad dziedzicznością i zmiennością oraz powstawaniem nowych ras i gatunków w procesie ewolucji. Zasłynął jako twórca teorii mutacji, zajmował się ponadto fizjologią komórki (plazmoliza i osmoza).

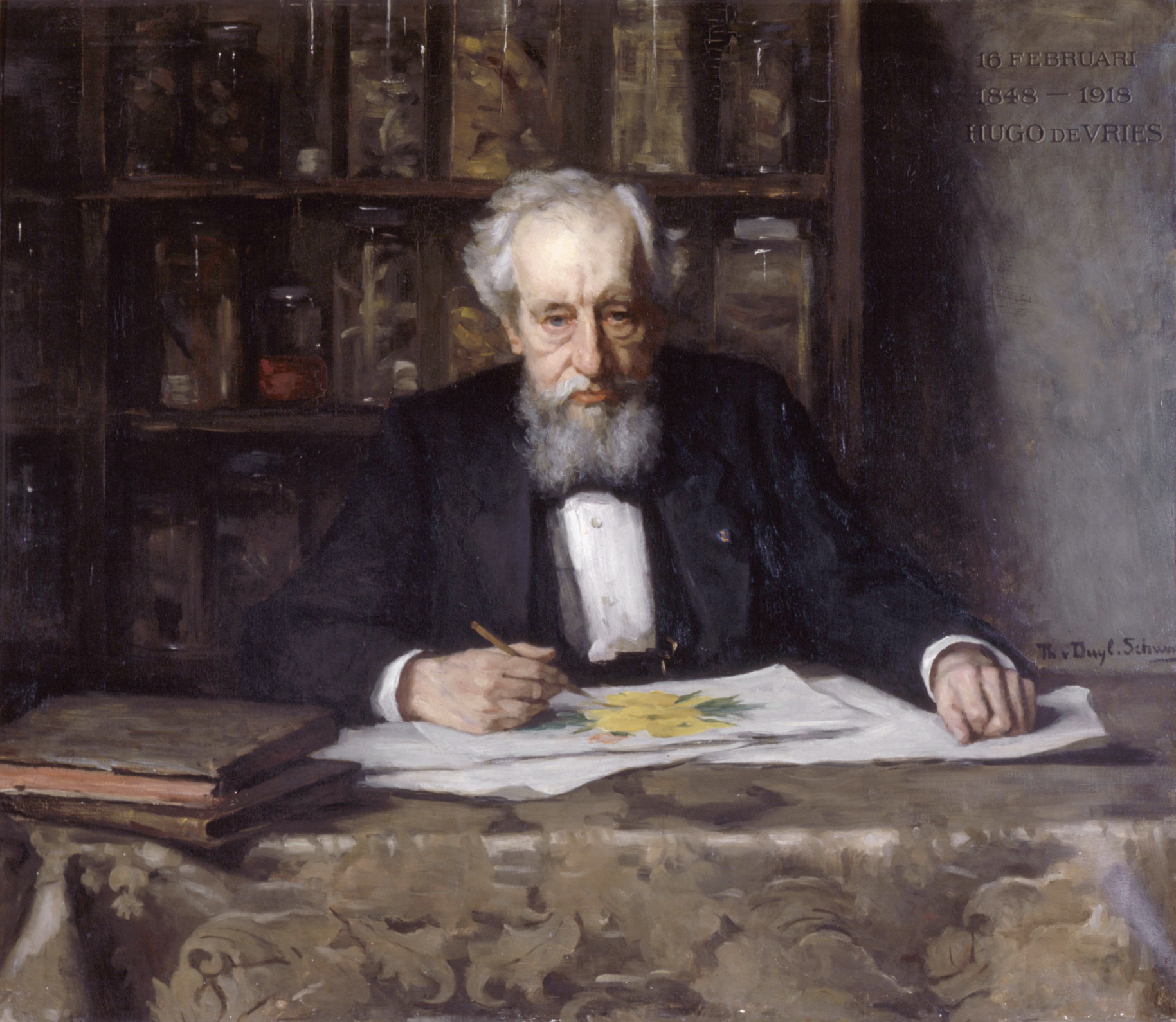
Obraz olejny holenderskiej portrecistki Thérèse Schwartze, przedstawiający Hugona de Vriesa.

## Życiorys
W 1870 ukończył studia na Uniwersytecie w Lejdzie, uzyskując stopień doktora. Przez następny rok pracował w Heidelbergu pod kierunkiem niemieckiego botanika Wilhelma Hofmeistera. W latach (1871–1875) wykładał w Amsterdamie, a następnie przeniósł się do Würzburga, gdzie przeprowadzał szereg badań naukowych nad fizjologią roślin na uniwersytecie w Amsterdamie. Rok później został tamże mianowany profesorem botaniki. W 1878 był został członkiem Królewskiej Holenderskiej Akademii Sztuk i Nauk. Przez następne 32 lata de Vries kierował Instytutem Botanicznym uniwersytetu w Amsterdamie. W tym okresie odbył (w 1904, 1906 i 1912) trzy podróże do USA, w czasie których wykładał i występował z licznymi odczytami na tamtejszych uniwersytetach i w instytutach naukowych. W 1918 opuścił Amsterdam i osiedlił się w niewielkiej miejscowości Lunteren, gdzie w stworzonej przez siebie pracowni i w ogrodzie doświadczalnym kontynuował swoje doświadczenia genetyczne aż do śmierci.

## Twórczość naukowa
Twórczość naukowa de Vriesa dzieli się na dwa okresy: pierwszy poświęcony badaniom fizjologii roślin oraz drugi, w którym głównym ośrodkiem zainteresowań stały się problemy zmienności, dziedziczności i ewolucji.
De Vries rozpoczął swoją pracę naukową od badań zjawisk turgoru w komórce roślinnej, w wyniku których wykazał zasadnicze znaczenie turgoru we wzroście i ruchach roślin.
Poczynając od 1880 zainteresowania de Vriesa zaczęły się skupiać wokół zmienności organizmów żywych oraz powstawania nowych ras i gatunków w procesie ewolucji.
Był on jednym z ponownych odkrywców prawa Mendla w roku 1900 (niezależnie od Carla Corrensa i Ericha Tschermaka).

## Prace naukowe
Napisał m.in.:
- Intercellulare Pangenesis (1889),
- Die Mutationen und Mutationsperioden bei der Entstehung der Arten (1901),
- Die Mutationstheorie (1901–1903, 2 tomy).